# Saúl Berjón
Saúl Berjón Pérez (ur. 24 maja 1986 w Oviedo) – hiszpański piłkarz występujący na pozycji lewego skrzydłowego w hiszpańskim Realu Oviedo.